# То Хьен Тхань
То Хьен Тхань (вьет. Tô Hiến Thành, умер в 1179 г.) — чиновник в королевском суде Вьетнама во времена шестого и седьмого императоров Династии Ли Ли Ань-тонга и Ли Као-тонга.
То Хьен Тхань был выдающимся чиновником и помогал императору Ли Ань-тонгу в гражданских и военных делах. Ему был пожалован титул принца, и он стал единственным обладателем титула, не принадлежавшим к королевской семье Ли. Император Ли Ань-тонг назначил То Хьен Тханя регентом своего сына Ли Лонг Чата (вьет. Lý Long Trát), впоследствии взошедшего на престол под именем Ли Као-тонг. 
За выдающиеся достижения на государственной службе и лояльность к младенцу-императору Ли Као-тонгу, То Хьен Тхань по праву был причислен к наиболее уважаемым деятелям в истории Вьетнама. С тех пор он считается одним из самых видных правителей в династическое время Вьетнама.

### Во время господства Ли Као Тонг

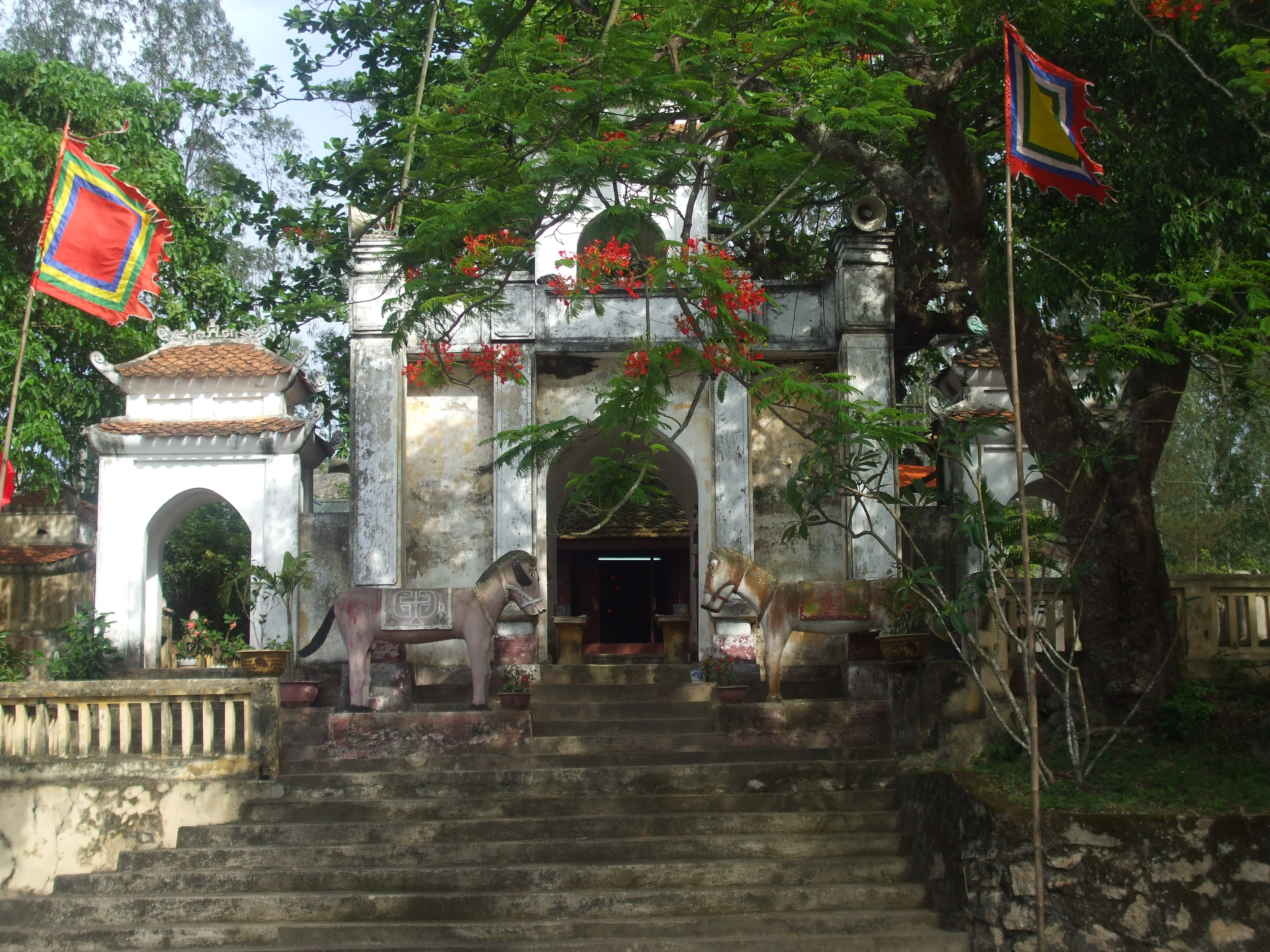
Ворота храма То Хьен Тханя в провинции Тханьхоа

В 1175 году император был тяжело болен и решил поручить регентство над его сыном Ли Лонг Чатом То Хьен Тханю. Регенту была присвоена должность канцлера (премьер-министра) Династии Ли и пожалован титул принца (вьет. Vương). Это беспрецедентный поступок императора Ли с присвоением титула, который ранее был ограничен исключительно членами королевской семьи во времена Династии Ли. 
То Хьен Тхань был единственным обладателем титула принца, не принадлежащего к королевской семье Ли, и был наделен правом принятия любых решений от имени императора. С четвертого месяца 1175 г. То Хьен Тхань приступил к регентству, так как император был не в состоянии более управлять страной. В то время наследному принцу было только два года. Император скончался на седьмой месяц 1175 года, и началась кампания Матери Императрицы по поддержке другого принца — Ли Лонг Сыонга (вьет. Lý Long Xưởng) для замены императора младенца Ли Лонг Чата, впоследствии ставшего императором Ли Као-тонгом. 
Мать Императрица попыталась подкупить жену То Хьен Тханя и много раз пыталась убедить регента, но То Хьен Тхань отвечал, что он должен следовать воле покойного императора и предпочитает быть честным, нежели богатым, но изменником. Его твердость в отказе от предложения Матери Императрицы и управление армией и служба в течение похорон заставила других чиновников, в свою очередь, поверить в Ли Као-тонга и потому привела в упадок кампанию по замене его принцем Ли Лонг Сыонгом.
Во время регентства То Хьен Тхань показал себя высококвалифицированным чиновником с глубоким знанием военных и гражданских дел. Скончался регент в 1179 г. Чтобы оплакать смерть То Хьен Тханя император не посещал королевский суд в течение шести дней и ограничил себя в еде на три дня. Согласно «Полной истории Дайвьета», в период болезни То Хьен Тханя о нем чутко заботился чиновник Ву Тан Дыонг (вьет. Vũ Tán Đường), в то время как чиновник Чан Чунг Та (вьет. Trần Trung Tá) не посещал регента по причине занятости на службе.
Однако когда Мать Императрица посетила и спросила То Хьен Тхань перед смертью о преемнике на его должность, регент не задумываясь рекомендовал Чан Чунг Та. Мать Императрица спросила, почему он не указал на преданного и чуткого Ву Тан Дыонга, То Хьен Тхань ответил: «Поскольку Ваше Высочество спросили о преемнике на мою должность, я выбираю Чан Чунг Та. В случае, если Ваше Высочество нуждается в заботливом помощнике, я рекомендую Ву Тан Дыонга». Однако после смерти То Хьен Тханя, Мать Императрица не последовала его совету, и Династия Ли начала падение в бурное время и потерпела крах в 1225 году.